# 타하르코의 스핑크스

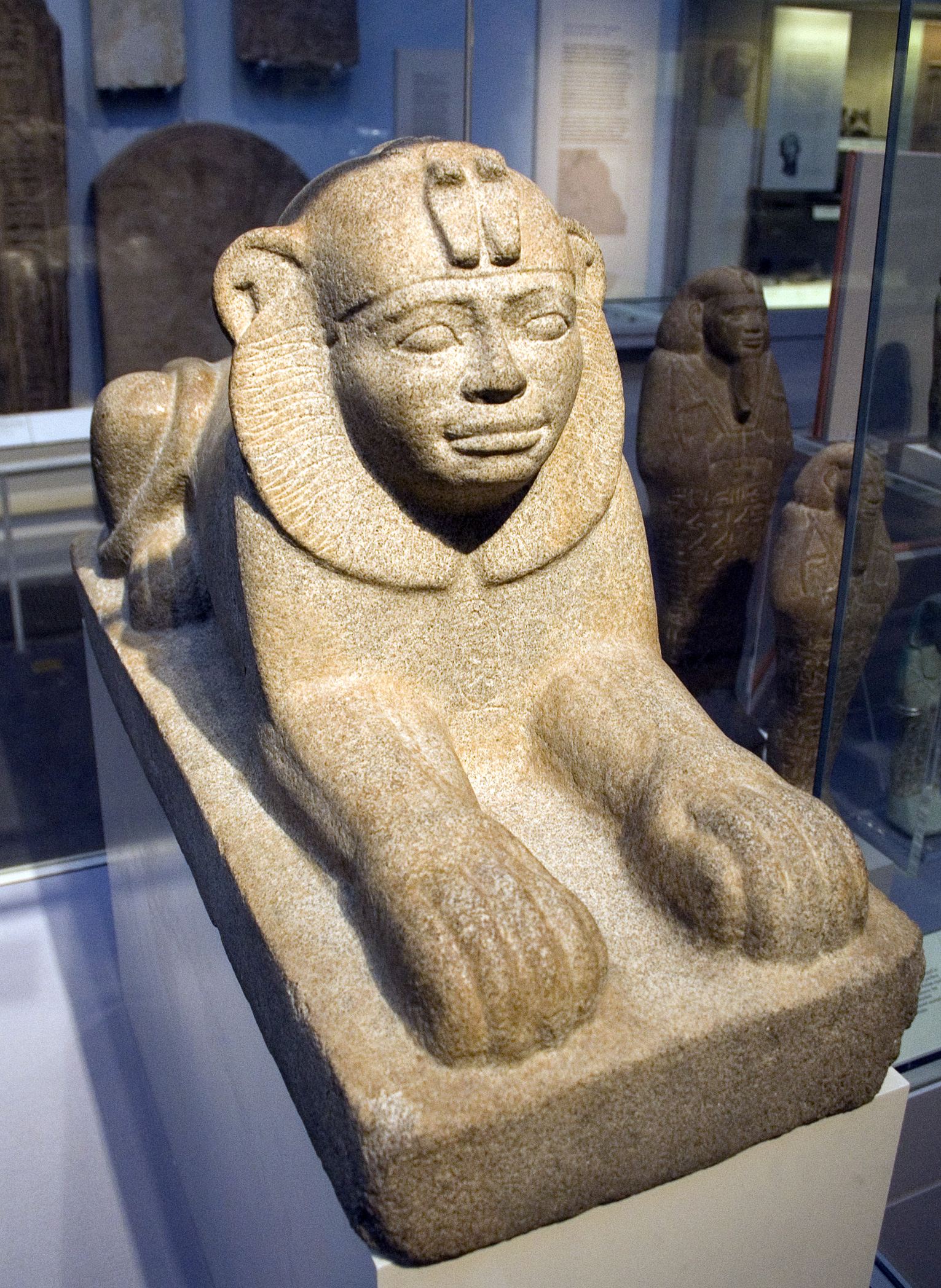
타하르코의 스핑크스

타하르코의 스핑크스(Sphinx of Taharqo)는 타하르코의 얼굴을 새긴 스핑크스 조각상이다.  타하르코는 누비아 출신으로 쿠시 왕국의 국왕이자 이집트 제25왕조 (기원전 747~656년 경) 고대 이집트를 통치한 인물이다. 현재 대영 박물관에 소장되어 있다.
회색 화강암과 편마암을 사용해 제작하였으며, 크기는 약 73cm로 기자의 대스핑크스(약 73m)보다 훨씬 작은 편이지만, 이집트와 쿠시왕국의 요소가 혼재되었다는 점에서 중요한 가치를 지닌다. 스핑크스상의 사자 부분은 고전 이집트 양식대로 묘사되었으나, 스핑크스 얼굴 부분은 타하르코의 얼굴로 대체한 점이 특히 그렇다. 석상에는 신성문자로 위대한 타하르코 왕의 초상이라고 적혀 있다.

## 인물
타하르코는 제25왕조 시기 이집트를 지배한 쿠시 국왕으로, 이집트 최후의 누비아 출신 파라오였다. 기원전 690년 셰비트고로부터 왕위를 물려받아 즉위하였으며, 기원전 673년 아시리아의 에사르하돈과 기원전 671년 아슈르바니팔의 이집트 정복에 맞섰으나 패했다. 그로부터 7년 뒤인 기원전 664년 사망하였다. 피예와 아바르의 아들이었으며 딸 아메니르디스 2세를 두었다.
타하르코는 새 왕국의 황금기를 열었다는 점에서 특히 중요한 통치자라는 평가를 받는다. 이집트계가 아니었음에도 불구하고 이집트 신화의 아문 신을 숭배하고, 피라미드와 사원을 이집트식대로 건설하였으며, 대신들로 하여금 이집트 상형문자를 사용하도록 하였다.

## 석상

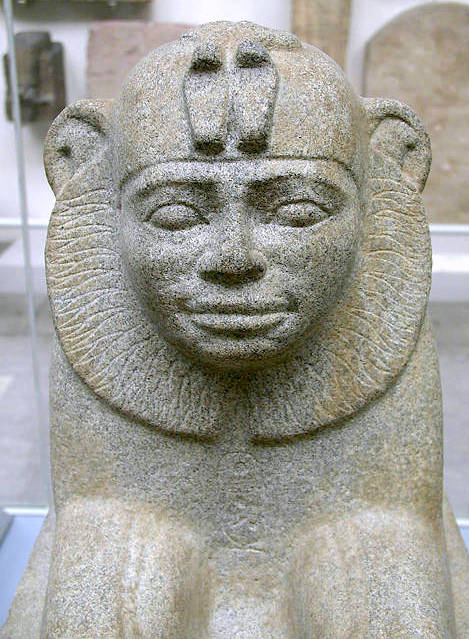
타하르코 스핑크스상의 머릿부분

기본적으로 스핑크스 조각상이지만 얼굴은 타하르코 파라오의 초상을 반영하여, 국왕의 막강한 권력을 표현하였다. 머리쓰개에는 누비아 국왕의 상징인 우라에우스가 두 개 달려 있으며, 가슴쪽에는 카르투슈로 타하르코의 이름이 새겨져 있다. 타하르코 스핑크스상은 "쿠시 미술의 명작"이라 불린다.
타하르코 스핑크스상은 누비아가 지배하던 카와의 아문 신전, 그 중에서 남동부 구역에 해당되는 'T 사원'에서 발굴되었다. 아문 신전은 기원전 683년 타하르코의 명으로 지어지기 시작한 석조 신전이다. 1930년대 영국 옥스퍼드대에서 고고학 발굴 조사를 실시하였으며 그때 함께 발견되었다.
대영박물관 소장품으로 "하이라이트" 유물로 분류되어 있으며, 2010년 BBC 라디오 4에서 기획한 대영박물관 디렉터 닐 맥그리거의 프로그램 〈100대 유물로 보는 세계사〉에서 22번째 유물로 선정되어 소개되었다.

## 같이 보기
- 쿠시 왕국
- 숫양의 모습으로 타하르코를 수호하는 아문상